# Гнучкість (анатомія)
Гнучкість — це абсолютний діапазон рухів у суглобі чи декількох суглобах, що досягається в динамічних чи статичних умовах під дією зусиль м'язів чи зовнішніх силових впливів. Гнучкість є однією з п'яти основних фізичних якостей людини. Також під гнучкістю розуміють здатність людини виконувати рухи в суглобах з можливо більшою амплітудою.

## Характеристики анатомічної гнучкості
Гнучкість характеризується ступенем рухливості ланок опорно-рухового апарата й здатністю виконувати рухи з великою амплітудою. Цю фізичну якість необхідно розвивати із самого раннього дитинства й систематично. З віком наші суглоби і м'язи втрачають рухомість. Але річ не тільки у віці. При наявності більше ніж 230 рухомих та напіврухомих сполучень, людське тіло при постійній праці над розвитком гнучкості, може весь час лишатися відносно молодим. Відома східна мудрість стверджує: «Людина є молодою до тієї пори, доки вона є гнучкою». Багато тестів, спрямованих на самостійний вимір функціонального стану власного організму та свого «біологічного» віку передбачають виконання вправ, які демонструють розвиток гнучкості людини. Це можуть бути різного виду нахили, потягування тощо.
Гнучкість залежить від будови суглобу, зв'язок, сили та еластичності м'язів і, навіть від нервової регуляції тонусу м'язів. Так само вона залежить від статі, віку, часу доби (вранці гнучкість знижена). Зовнішній прояв гнучкості відбиває внутрішні зміни в м'язах, суглобах, серцево-судинній системі. Недостатня гнучкість приводить до порушень у поставі, виникненню остеохондрозу, відкладенню солей, змінам у ході. Недостатній розвиток гнучкості в спортсменів приводить до травмування, а також до недосконалої техніки. Для успішного розвитку гнучкості, насамперед, необхідна теоретична обґрунтованість питання. Необхідні для практики відомості ставляться до різних галузей знань: теорії та методики фізичного виховання, анатомії, біомеханіки, фізіології.
Крім того, гнучкість потрібна не лише для краси, молодості та граціозності. «Розтягнута» людина має менше шансів травмуватися. Досвідчені тренери обов'язково включають до тренувального процесу розтяжку (комплекс вправ, що сприяють розвитку гнучкості). А в деяких видах спорту (художня, спортивна гімнастика, спортивна та фітнес — аеробіка, хатха-йога та ін.) гнучкість має вирішальне значення.
Також треба зауважити, що і з психологічної точку зору розкута, м'яка людина із пружними, плавними рухами та спокійними жестами викликає набагато більше позитивних емоцій та довіри, аніж «затиснутий» співрозмовник із дрібними та різкими рухами.

## Різновиди анатомічної гнучкості

Активна гнучкість: мах ногою назад з великою амплітудою.

Розрізняють активну і пасивну гнучкість. Під активною гнучкістю розуміють здатність людини виконувати рухи з великою амплітудою за рахунок власних м'язових зусиль. Вона залежить не лише від ступеня рухомості в суглобах, але і від сили м'язів, що беруть участь у переміщенні відповідної ланки тіла. Під пасивною гнучкістю розуміють здатність людини виконувати рухи з великою амплітудою за допомогою зовнішніх впливів (партнер, прилад, обтяження тощо). Амплітуда пасивних рухів майже завжди значно більша за амплітуду активних рухів. Різницю між ними називають резервом гнучкості. Чим більший резерв, тим легше піддається розвитку активна гнучкість.
За допомогою раціонально організованих занять можна швидко домогтись результатів у розвитку гнучкості. За даними наукових досліджень за 3-4 місяці щоденних занять можна досягти 80-95 % рухливості у суглобах від їх анатомічного потенціалу. Розвивати гнучкість до граничних величин немає потреби, бо надмірна розтягнутість м'язів, зв'язок та сухожиль може призвести навіть до пошкоджень суглобів, тому гнучкість слід розвивати лише до такого рівня, який забезпечує виконання необхідних рухових дій без особливих на це зусиль. Для цього величина гнучкості повинна бути лише дещо більшою за ту максимальну амплітуду, з якою економно виконують рухову дію. Виконання вправ на гнучкість сприяє зміцненню суглобів, підвищенню міцності та еластичності м'язів, зв'язок та сухожиль, удосконаленню координації, ефективному оволодінню технікою фізичних вправ, уникненню травм.

## Методи вимірювання гнучкості людського тіла

Розтяжка ніг літньої людини.

Сучасні методи вимірювання гнучкості не можна визнати досконалими. У наукових дослідженнях її зазвичай подають в градусах, практично ж, користуються лінійними вимірюваннями. Ще однією причиною, яка викликає складнощі у вимірюванні гнучкості, є відмінність «робочої рухливості» (і під час робочих і спортивних рухів) від «скелетної гнучкості» (анатомічної), яку найточніше можна виміряти лише з допомогою рентгенограм. Математичні методи дослідження суглобних поверхонь, які стали розглядатися як частини геометричних фігур, послужили поштовхом до систематичного вивчення суглобів. Для визначення розмаху рухів у суглобах живої людини існують різноманітні конструкції гоніометрів.
Поява рентгенологічного методу дослідження відкрило нову змогу вивчення суглобів людини.
Згадані вище методи вимірювання гнучкості показують, що поки не має досить інформативного, надійного й водночас придатного для масового використання способу визначення гнучкості. Проте слід також пам'ятати, що об'єктивно оцінити гнучкість людини шляхом визначення рухливості в окремих суглобах неможливо, оскільки висока рухливість в одних суглобах може супроводжуватись середньою або навіть низькою в інших, тому для визначення загального рівня гнучкості вимірюється амплітуда рухів у різних суглобах.
Взагалі вельми поширена думка що про «загальну гнучкість тіла» можна судити з нахилу вперед. При нахилі вперед тулуб згинається в тазостегнових суглобах і суглобах поперекового й нижнього грудного відділів хребетного стовпа. Саме по нахилу вперед судять про рівень розвитку гнучкості.